# Seidbreen
De Seidbreen is een gletsjer op het eiland Edgeøya, dat deel uitmaakt van de Noorse eilandengroep Spitsbergen.
De gletsjer heeft een naam met als betekenis de tovenarij-gletsjer.

## Geografie
De gletsjer is zuidwest-noordoost georiënteerd en heeft een lengte van ongeveer zeven kilometer. Hij komt vanaf de Edgeøyjøkulen en mondt in het zuidwesten uit in het Dyrdalen.
Ten zuidoosten van de gletsjer ligt op ongeveer een kilometer de gletsjer Gandbreen, naar het noordoosten de gletsjer Stonebreen en naar het het noorden Albrechtbreen en Rutenbergbreen.